# Delphinium speciosum
Delphinium speciosum là một loài thực vật có hoa trong họ Mao lương. Loài này được M.Bieb. mô tả khoa học đầu tiên năm 1808.

## Hình ảnh

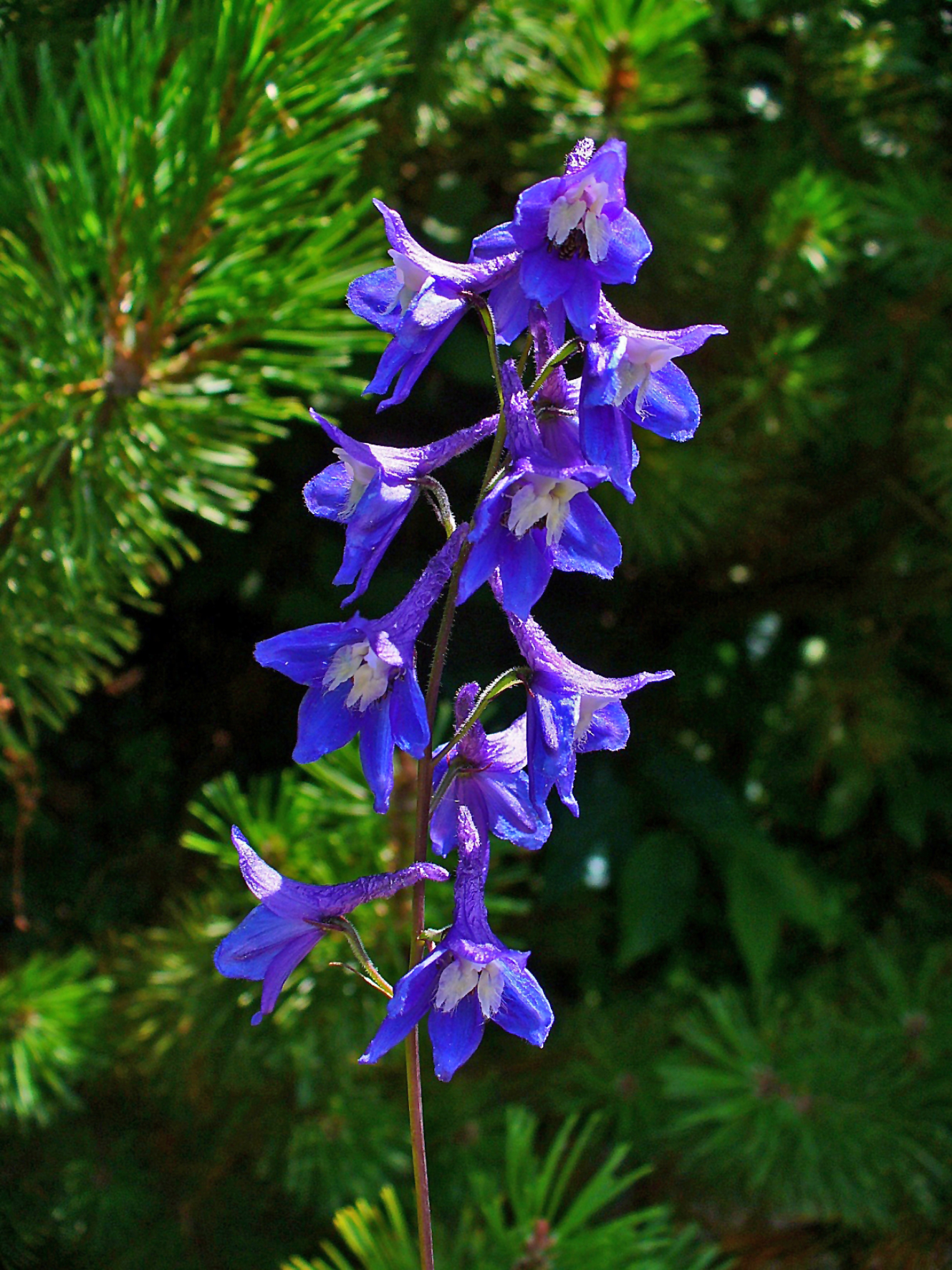
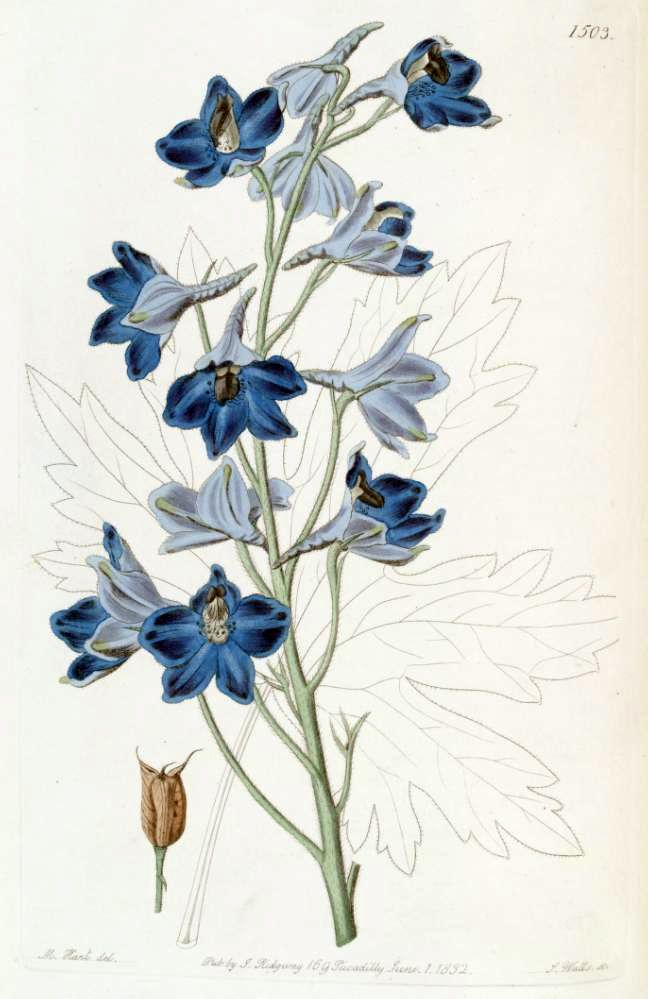